# Andy Helfer
Andrew Helfer, dit Andy Helfer (né le 17 août 1958 à New York) est un éditeur et scénariste de bande dessinée américain qui travaille pour DC Comics depuis 1981. Il y a notamment dirigé la filiale Paradox Press de 1993 à 2001.

## Récompense
- 1995 : Prix Eisner de la meilleure anthologie pour The Big Book Of (en) Urban Legends